# V-리그 (대한민국)
V-리그(V-League)는 대한민국의 프로 배구 리그이다. 한국배구연맹에서 주관하며 2005년 2월에 첫 시즌이 시작 되었다. 2025–2026시즌 기준으로 남자부 7팀, 여자부 7팀이 참가하고 있다. 대한민국 4대 프로 스포츠 리그 가운데 하나이다.

## 참가 구단

### 남자부
| 팀명                    | 연고지 | 홈경기장       | 창단 | 참가 | 감독                |
| ----------------------- | ------ | -------------- | ---- | ---- | ------------------- |
| 한국전력 빅스톰         | 수원   | 수원실내체육관 | 1945 | 2005 | 권영민              |
| KB손해보험 스타즈       | 의정부 | 의정부체육관   | 1976 | 2005 | 레오나르두 카르발류 |
| 현대캐피탈 스카이워커스 | 천안   | 유관순체육관   | 1983 | 2005 | 필립 블랑           |
| 대한항공 점보스         | 인천   | 계양체육관     | 1986 | 2005 | 토미 틸리카이넨     |
| 대전 삼성화재 블루팡스  | 대전   | 충무체육관     | 1995 | 2005 | 김상우              |
| 우리카드 우리WON        | 서울   | 장충체육관     | 2008 | 2009 | 마우리시오 파에스   |
| OK금융그룹 읏맨         | 안산   | 상록수체육관   | 2013 | 2013 | 오기노 마사지       |

#### 참가했던 구단
- 상무 신협 배구단 : 2005년 원년 시즌부터 참가 했으나 V-리그 승부조작 사건으로 2011-12 시즌 도중 불참선언 후 참가하지 않고 있다.

### 여자부
| 팀명                    | 연고지 | 홈경기장       | 창단 | 참가 | 감독              |
| ----------------------- | ------ | -------------- | ---- | ---- | ----------------- |
| GS칼텍스 KIXX           | 서울   | 장충체육관     | 1970 | 2005 | 이영택            |
| 한국도로공사 하이패스   | 김천   | 김천실내체육관 | 1970 | 2005 | 김종민            |
| 흥국생명 핑크스파이더스 | 인천   | 삼산월드체육관 | 1971 | 2005 | 마르첼로 아본단자 |
| 현대건설 힐스테이트     | 수원   | 수원실내체육관 | 1977 | 2005 | 강성형            |
| 정관장 레드스파크스     | 대전   | 충무체육관     | 1988 | 2005 | 고희진            |
| IBK기업은행 알토스      | 화성   | 화성실내체육관 | 2011 | 2011 | 김호철            |
| 페퍼저축은행 AI 페퍼스  | 광주   | 페퍼스타디움   | 2021 | 2021 | 장소연            |

## 역대 우승 기록

### 남자부
| 구단                    | 우승 | 준우승 | 우승 연도                                      | 준우승 연도                                    |
| ----------------------- | ---- | ------ | ---------------------------------------------- | ---------------------------------------------- |
| 대전 삼성화재 블루팡스  | 8    | 3      | 2005, 2008, 2009, 2010, 2011, 2012, 2013, 2014 | 2006, 2007, 2015                               |
| 현대캐피탈 스카이워커스 | 5    | 8      | 2006, 2007, 2017, 2019, 2025                   | 2005, 2008, 2009, 2010, 2014, 2016, 2018, 2023 |
| 대한항공 점보스         | 4    | 5      | 2018, 2021, 2022, 2023                         | 2011, 2012, 2013, 2017, 2019                   |
| OK금융그룹 읏맨         | 2    | 0      | 2015, 2016                                     | —                                              |
| 우리카드 우리WON        | 0    | 1      | —                                              | 2021                                           |
| KB손해보험 스타즈       | 0    | 1      | —                                              | 2022                                           |

### 여자부
| 구단                    | 우승 | 준우승 | 우승 연도                    | 준우승 연도                        |
| ----------------------- | ---- | ------ | ---------------------------- | ---------------------------------- |
| 흥국생명 핑크스파이더스 | 5    | 6      | 2006, 2007, 2009, 2019, 2025 | 2008, 2011, 2017, 2021, 2023, 2024 |
| IBK기업은행 알토스      | 3    | 3      | 2013, 2015, 2017             | 2014, 2016, 2018                   |
| GS칼텍스 KIXX           | 3    | 2      | 2008, 2014, 2021             | 2009, 2013                         |
| 정관장 레드스파크스     | 3    | 0      | 2005, 2010, 2012             | —                                  |
| 한국도로공사 하이패스   | 2    | 4      | 2018, 2023                   | 2005, 2006, 2015, 2019             |
| 현대건설 힐스테이트     | 3    | 3      | 2011, 2016, 2024             | 2007, 2010, 2012                   |

## 스폰서
V-리그는 원년부터 KT&G, 현대건설, NH농협은행 등과 타이틀 스폰서 계약을 맺고있다. 이 가운데 NH농협과는 10년간 계약을 맺으며, 대한민국 프로스포츠 사상 최장 기간 후원 기록을 달성하기도 하였다. 최근에는 도드람양돈협동조합과 3년 계약을 맺었다.
| 시즌            | 타이틀 스폰서 | 대회 명칭         |
| --------------- | ------------- | ----------------- |
| 2005 ~ 2006년   | KT&G          | KT&G V-리그       |
| 2006 ~ 2007년   | 현대건설      | 힐스테이트 V-리그 |
| 2007년 ~ 2017년 | NH농협은행    | NH농협 V-리그     |
| 2017년 ~ 2025년 | 도드람        | 도드람 V-리그     |

## 선수

### 외국인선수
각 구단은 1명의 외국인선수를 선발할 수 있다. 남자부는 2005-06 시즌, 여자부는 2006-07 시즌부터 자유계약선수제도 방식으로 외국인선수제가 도입되었다. 이후 여자부는 2015-16 시즌, 남자부는 2016-17 시즌부터 트라이아웃제도로 변경되었다.

## 수상

### MVP

#### 여자부
| 시즌    | 정규리그    | 정규리그     | 챔피언결정전     | 챔피언결정전     |
| 시즌    | 수상자      | 소속팀       | 수상자           | 소속팀           |
| ------- | ----------- | ------------ | ---------------- | ---------------- |
| 2005    | 정대영      | 현대건설     | 최광희           | KT&G             |
| 2005-06 | 김연경      | 흥국생명     | 김연경           | 흥국생명         |
| 2006-07 | 김연경      | 흥국생명     | 김연경           | 흥국생명         |
| 2007-08 | 김연경      | 흥국생명     | 정대영           | GS칼텍스         |
| 2008-09 | 데라크루즈  | GS칼텍스     | 김연경           | 흥국생명         |
| 2009-10 | 케니        | 현대건설     | 몬타뇨           | KT&G             |
| 2010-11 | 황연주      | 현대건설     | 황연주           | 현대건설         |
| 2011-12 | 몬타뇨      | KGC인삼공사  | 몬타뇨           | KGC인삼공사      |
| 2012-13 | 알레시아    | IBK기업은행  | 알레시아         | IBK기업은행      |
| 2013-14 | 이효희      | IBK기업은행  | 베띠             | GS칼텍스         |
| 2014-15 | 이효희 니콜 | 한국도로공사 | 김사니           | IBK기업은행      |
| 2015-16 | 맥마흔      | IBK기업은행  | 양효진           | 현대건설         |
| 2016-17 | 이재영      | 흥국생명     | 리쉘             | IBK기업은행      |
| 2017-18 | 이바나      | 한국도로공사 | 박정아           | 한국도로공사     |
| 2018-19 | 이재영      | 흥국생명     | 이재영           | 흥국생명         |
| 2019-20 | 양효진      | 현대건설     | 코로나-19 미개최 | 코로나-19 미개최 |
| 2020-21 | 김연경      | 흥국생명     | 러츠 이소영      | GS 칼텍스        |

### 신인선수상

#### 여자부
| 시즌    | 수상자 | 포지션         | 소속팀       |
| ------- | ------ | -------------- | ------------ |
| 2005    | 황연주 | 라이트         | 흥국생명     |
| 2005-06 | 김연경 | 레프트         | 흥국생명     |
| 2006-07 | 한수지 | 세터           | GS칼텍스     |
| 2007-08 | 배유나 | 센터           | GS칼텍스     |
| 2008-09 | 염혜선 | 세터           | 현대건설     |
| 2009-10 | 양유나 | 레프트         | GS칼텍스     |
| 2010-11 | 표승주 | 라이트         | 한국도로공사 |
| 2011-12 | 박정아 | 레프트         | IBK기업은행  |
| 2012-13 | 이소영 | 레프트, 라이트 | GS칼텍스     |
| 2013-14 | 고예림 | 레프트         | 한국도로공사 |
| 2014-15 | 이재영 | 레프트         | 흥국생명     |
| 2015-16 | 강소휘 | 레프트         | GS칼텍스     |
| 2016-17 | 지민경 | 레프트         | KGC인삼공사  |
| 2017-18 | 김채연 | 센터           | 흥국생명     |
| 2018-19 | 정지윤 | 센터           | 현대건설     |
| 2019-20 | 박현주 | 레프트         | 흥국생명     |
| 2020-21 | 이선우 | 레프트         | KGC인삼공사  |

### 페어플레이상

#### 여자부
| 시즌    | 수상팀   | 감독   |
| ------- | -------- | ------ |
| 2020-21 | 현대건설 | 이도희 |

### 베스트7
2014-15 시즌부터 기록만으로 시상하는 기록상 폐지되었다. 그리고 기록과 기자단 투표로 시상하는 베스트7이 신설되었다. 정규리그 기록만을 기준으로 기록점수 60점과 기자단 투표 40점으로 수상자가 선정된다. 레프트와 센터 포지션은 2명씩, 라이트와 세터, 리베로 포지션은 1명씩 선정된다.

#### 여자부
| 시즌    | 포지션                | 포지션            | 포지션                | 포지션            | 포지션                | 포지션                | 포지션                |
| 시즌    | 라이트                | 레프트            | 레프트                | 센터              | 센터                  | 세터                  | 리베로                |
| ------- | --------------------- | ----------------- | --------------------- | ----------------- | --------------------- | --------------------- | --------------------- |
| 2014-15 | 니콜 (한국도로공사)   | 폴리 (현대건설)   | 박정아 (IBK기업은행)  | 양효진 (현대건설) | 김희진 (IBK기업은행)  | 이효희 (한국도로공사) | 나현정 (GS칼텍스)     |
| 2015-16 | 맥마혼 (IBK기업은행)  | 이재영 (흥국생명) | 에밀리 (현대건설)     | 양효진 (현대건설) | 캣밸 (GS칼텍스)       | 김사니 (IBK기업은행)  | 나현정 (GS칼텍스)     |
| 2016-17 | 알레나 (KGC인삼공사)  | 이재영 (흥국생명) | 리쉘 (IBK기업은행)    | 양효진 (현대건설) | 김수지 (흥국생명)     | 조송화 (흥국생명)     | 한지현 (흥국생명)     |
| 2017-18 | 이바나 (한국도로공사) | 이재영 (흥국생명) | 메디 (IBK기업은행)    | 양효진 (현대건설) | 배유나 (한국도로공사) | 이다영 (현대건설)     | 오지영 (KGC인삼공사)  |
| 2018-19 | 톰시아 (흥국생명)     | 이재영 (흥국생명) | 박정아 (한국도로공사) | 양효진 (현대건설) | 정대영 (한국도로공사) | 이다영 (현대건설)     | 오지영 (KGC인삼공사)  |
| 2019-20 | 디우프 (KGC인삼공사)  | 이재영 (흥국생명) | 강소휘 (GS칼텍스)     | 양효진 (현대건설) | 한송이 (KGC인삼공사)  | 이다영 (현대건설)     | 임명옥 (한국도로공사) |
| 2020-21 | 디우프 (KGC인삼공사)  | 김연경 (흥국생명) | 이소영 (GS칼텍스)     | 양효진 (현대건설) | 한송이 (KGC인삼공사)  | 안혜진 (GS칼텍스)     | 임명옥 (한국도로공사) |

### 10주년 베스트
2014년, V-리그 출범 10주년을 맞아 역대 남녀부 포지션별 베스트 7을 선정하였다.
| 포지션        | 선수   | 선수   |
| 포지션        | 남자부 | 여자부 |
| ------------- | ------ | ------ |
| 센터          | 신영석 | 양효진 |
| 센터          | 이선규 | 정대영 |
| 공격형 레프트 | 문성민 | 김연경 |
| 수비형 레프트 | 신진식 | 최광희 |
| 라이트        | 김세진 | 황연주 |
| 세터          | 최태웅 | 김사니 |
| 리베로        | 여오현 | 김해란 |

## 폐지된 상

### 기량발전상
2013-14 시즌을 끝으로 폐지되었다.

#### 여자부
| 시즌    | 수상자 | 소속팀       |
| ------- | ------ | ------------ |
| 2005    | 김민지 | GS칼텍스     |
| 2005-06 | 임유진 | 한국도로공사 |
| 2006-07 | 한유미 | 현대건설     |
| 2007-08 | 최윤옥 | 한국도로공사 |
| 2008-09 | 하준임 | 한국도로공사 |
| 2009-10 | 이연주 | KT&G         |
| 2010-11 | 황민경 | 한국도로공사 |
| 2011-12 | 빈칸   | 빈칸         |
| 2012-13 | 백목화 | KGC인삼공사  |
| 2013-14 | 채선아 | IBK기업은행  |

### 기록상
2013-14 시즌을 끝으로 폐지되었다.

#### 여자부
| 시즌    | 수상자                | 수상자                 | 수상자                | 수상자                | 수상자                | 수상자                | 수상자                              | 수상자 |
| 시즌    | 득점상                | 공격상                 | 백어택상              | 블로킹상              | 서브상                | 세터상                | 수비상                              |        |
| ------- | --------------------- | ---------------------- | --------------------- | --------------------- | --------------------- | --------------------- | ----------------------------------- | ------ |
| 2005    | 정대영 (현대건설)     | 김세영 (KT&G)          | 황연주 (흥국생명)     | 정대영 (현대건설)     | 황연주 (흥국생명)     | 김사니 (한국도로공사) | 정대영 (현대건설) 남지연 (GS칼텍스) |        |
| 2005-06 | 김연경 (흥국생명)     | 김연경 (흥국생명)      | 정대영 (현대건설)     | 김세영 (KT&G)         | 김연경 (흥국생명)     | 김사니 (한국도로공사) | 남지연 (GS칼텍스)                   |        |
| 2006-07 | 레이첼 (한국도로공사) | 김연경 (흥국생명)      | 레이첼 (한국도로공사) | 안드레이아 (GS칼텍스) | 황연주 (흥국생명)     | 이영주 (흥국생명)     | 남지연 (GS칼텍스)                   |        |
| 2007-08 | 한송이 (한국도로공사) | 김연경 (흥국생명)      | 한송이 (한국도로공사) | 정대영 (GS칼텍스)     | 하께우 (GS칼텍스)     | 이효희 (흥국생명)     | 김해란 (한국도로공사)               |        |
| 2008-09 | 밀라 (한국도로공사)   | 데라크루즈 (GS칼텍스)  | 빈칸                  | 김세영 (KT&G)         | 김연경 (흥국생명)     | 이효희 (흥국생명)     | 김해란 (한국도로공사)               |        |
| 2009-10 | 케니 (현대건설)       | 몬타뇨 (KGC인삼공사)   | 빈칸                  | 양효진 (현대건설)     | 케니 (현대건설)       | 한수지 (현대건설)     | 남지연 (GS칼텍스)                   |        |
| 2010-11 | 몬타뇨 (KGC인삼공사)  | 몬타뇨 (KGC인삼공사)   | 빈칸                  | 양효진 (현대건설)     | 황연주 (현대건설)     | 염혜선 (현대건설)     | 임명옥 (KGC인삼공사)                |        |
| 2011-12 | 몬타뇨 (KGC인삼공사)  | 몬타뇨 (KGC인삼공사)   | 빈칸                  | 양효진 (현대건설)     | 황민경 (한국도로공사) | 염혜선 (현대건설)     | 김해란 (한국도로공사)               |        |
| 2012-13 | 니콜 (한국도로공사)   | 알레시아 (IBK기업은행) | 빈칸                  | 양효진 (현대건설)     | 니콜 (한국도로공사)   | 염혜선 (현대건설)     | 남지연 (IBK기업은행)                |        |
| 2013-14 | 조이스 (KGC인삼공사)  | 양효진 (현대건설)      | 빈칸                  | 양효진 (현대건설)     | 백목화 (KGC인삼공사)  | 염혜선 (현대건설)     | 임명옥 (KGC인삼공사)                |        |

## 사용구
첫 대회부터 지금까지 스타스포츠를 사용하고 있다. 국제대회 공인구인 미카사의 공을 사용하지 않는 것이 국제대회 성적과 관계있다는 의견도 있다.

## 관련 대회
- KOVO컵
- V-리그 탑매치
- 여자배구 올스타 슈퍼매치

## 같이 보기
- KOVO컵

### 참조주
1. ↑  “프로배구 원년 로고 발표”. 세계일보. 2005년 2월 15일. 2018년 3월 22일에 확인함.
2. ↑  “현대건설 V리그 타이틀 스폰서 맡아”. 《스포츠경향》. 2006년 12월 13일. 2018년 3월 22일에 확인함.
3. ↑  “<프로배구> NH농협, 10년 연속 V리그 타이틀스폰서”. 《연합뉴스》. 2016년 10월 12일. 2018년 3월 22일에 확인함.
4. ↑  “KOVO-도드람, 연간 30억 V리그 타이틀스폰서 계약 체결”. 《STN스포츠》. 2017년 7월 24일. 2018년 3월 22일에 확인함.
5. 1 2 3  “프로배구 ‘포지션 베스트 7’ 누굴까”. 《한국일보》. 2015년 3월 11일. 2018년 4월 12일에 확인함.
6. ↑  “'시상식 악연' 대한항공, 2년 연속 무관 수모”. 《한국스포츠경제》. 2018년 4월 4일. 2018년 4월 12일에 확인함.
7. ↑  “오늘부터 V리그 올스타·10주년 베스트7 팬투표 실시”. 《인천일보》. 2013년 12월 16일. 2018년 11월 3일에 확인함.
8. ↑  “V-리그 10주년 역대 베스트7 명단 확정… 여오현·김연경 각각 남녀 최다 표”. 《이투데이》. 2014년 1월 13일. 2018년 11월 3일에 확인함.
9. ↑  “국제 공인구 ‘스폰서비 수백억’…고탄성·정교함 ‘저임금의 과학’”. 《한겨례》. 2010년 2월 15일. 2018년 4월 6일에 원본 문서에서 보존된 문서. 2018년 4월 5일에 확인함.

### 내용주
1. ↑  1969년 창단 1972년 해체 1986년 재창단
2. ↑  2007-08 시즌을 끝으로 후위 공격 2점 제도 폐지.
3. ↑  2005 시즌의 경우 리베로 부문과 비 리베로 부문으로 나누어 시상하였으나 이후 통합.
4. ↑  비 리베로 부문.
5. ↑  리베로 부문.